# Nazionale maschile di pallavolo del Qatar
La nazionale maschile di pallavolo del Qatar è una squadra asiatica e oceaniana composta dai migliori giocatori di pallavolo del Qatar ed è posta sotto l'egida della Federazione pallavolistica del Qatar.

## Rosa
Segue la rosa dei giocatori convocati per la Volleyball Challenger Cup 2024.
| N° | Nome                 | Ruolo | Data di nascita  | Squadra   |
| -- | -------------------- | ----- | ---------------- | --------- |
| 1  | Youssef Oughlaf      | O     | 6 maggio 1989    | Qatar SC  |
| 2  | Papemaguette Diagne  | C     | 23 febbraio 1997 | Qatar SC  |
| 4  | Yousef Alyafeai      | O     | 15 maggio 2002   | -         |
| 5  | Sultan Abdalla       | P     | 1º novembre 1997 | Qatar SC  |
| 6  | Borislav Georgiev    | P     | 12 maggio 1992   | Police    |
| 7  | Belal Abunabot       | C     | 1º gennaio 1991  | Al-Rayyan |
| 8  | Mohamed Widatalla    | S     | 9 settembre 2002 | Al-Sadd   |
| 9  | Mubarak Al-Kuwari    | S     | 7 novembre 2002  | Al-Khor   |
| 10 | Ghanem Al-Remaihi    | L     | 6 dicembre 1993  | Al-Arabi  |
| 18 | Ahmed Abdelrahim     | C     | 16 giugno 2003   | Al-Rayyan |
| 20 | Osman Wagihalla      | C     | 1º gennaio 1993  | Police    |
| 22 | Abdelrahman Bakry    | O     | 6 ottobre 2004   | Al-Sadd   |
| 23 | Mohammed Alsharshani | S     | 28 dicembre 2003 | Qatar SC  |

## Risultati

### Competizioni FIVB
| 1949 | non qualificata | -            |
| 1952 | non qualificata | -            |
| 1956 | non qualificata | -            |
| 1960 | non qualificata | -            |
| 1962 | non qualificata | -            |
| 1966 | non qualificata | -            |
| 1970 | non qualificata | -            |
| 1974 | non qualificata | -            |
| 1978 | non qualificata | -            |
| 1982 | non qualificata | -            |
| 1986 | non qualificata | -            |
| 1990 | non qualificata | -            |
| 1994 | non qualificata | -            |
| 1998 | non qualificata | -            |
| 2002 | non qualificata | -            |
| 2006 | non qualificata | -            |
| 2010 | non qualificata | -            |
| 2014 | non qualificata | -            |
| 2018 | non qualificata | -            |
| 2022 | 21º posto       | Convocazioni |

### Competizioni AVC
| 1975 | non qualificata | -            |
| 1979 | non qualificata | -            |
| 1983 | non qualificata | -            |
| 1987 | non qualificata | -            |
| 1989 | 19º posto       | Convocazioni |
| 1991 | non qualificata | -            |
| 1993 | 12º posto       | Convocazioni |
| 1995 | 10º posto       | Convocazioni |
| 1997 | 8º posto        | Convocazioni |
| 1999 | 13º posto       | Convocazioni |
| 2001 | 10º posto       | Convocazioni |
| 2003 | 11º posto       | Convocazioni |
| 2005 | 7º posto        | Convocazioni |
| 2007 | 11º posto       | Convocazioni |
| 2009 | 14º posto       | Convocazioni |
| 2011 | 12º posto       | Convocazioni |
| 2013 | 11º posto       | Convocazioni |
| 2015 | 4º posto        | Convocazioni |
| 2017 | 9º posto        | Convocazioni |
| 2019 | 9º posto        | Convocazioni |
| 2021 | 5º posto        | Convocazioni |
| 2023 | 3º posto        | Convocazioni |

| 2018 | non qualificata | -            |
| 2022 | non qualificata | -            |
| 2023 | non qualificata | -            |
| 2024 | 1º posto        | Convocazioni |
| 2025 | 3º posto        | Convocazioni |

### Competizioni estinte
| 1990 | non qualificata | -            |
| 1991 | non qualificata | -            |
| 1992 | non qualificata | -            |
| 1993 | non qualificata | -            |
| 1994 | non qualificata | -            |
| 1995 | non qualificata | -            |
| 1996 | non qualificata | -            |
| 1997 | non qualificata | -            |
| 1998 | non qualificata | -            |
| 1999 | non qualificata | -            |
| 2000 | non qualificata | -            |
| 2001 | non qualificata | -            |
| 2002 | non qualificata | -            |
| 2003 | non qualificata | -            |
| 2004 | non qualificata | -            |
| 2005 | non qualificata | -            |
| 2006 | non qualificata | -            |
| 2007 | non qualificata | -            |
| 2008 | non qualificata | -            |
| 2009 | non qualificata | -            |
| 2010 | non qualificata | -            |
| 2011 | non qualificata | -            |
| 2012 | non qualificata | -            |
| 2013 | non qualificata | -            |
| 2014 | non qualificata | -            |
| 2015 | non qualificata | -            |
| 2016 | 31º posto       | Convocazioni |
| 2017 | 32º posto       | Convocazioni |

| 2018 | non qualificata | -            |
| 2019 | non qualificata | -            |
| 2022 | 7º posto        | Convocazioni |
| 2023 | 2º posto        | Convocazioni |
| 2024 | 6º posto        | Convocazioni |